# 銀鋸眶鯻
銀鋸眶鯻（學名：Bidyanus bidyanus），又稱銀鱸或澳洲银鲈，為鱸形目鱸亞目鯻科的一種魚類，是澳洲墨累—大令盆地底中層水域的特有種，被IUCN列為易危物種。

## 外形
銀鋸眶鯻體延長而側扁，高度中等，頭小、眼小，吻尖，背部褐色至深灰色，體側為銀灰色，腹部銀白色，背鰭及尾鰭黑色，臀鰭白色，體長多為30-40公分，體重約1.5公斤，但亦有體長超過60公分、體重接近8公斤的紀錄，是鯻科體型最大的魚類。

## 分類
銀鋸眶鯻於1832年由澳洲探險家湯瑪斯·米謝爾探索巴望河時紀錄發表，其學名來自當地原住民對這種魚的稱呼「Bidyan」。銀鋸眶鯻的英文俗名雖為，但其屬於鯻科，並非鱸屬（Perca）的成員。

## 生態
成魚棲息在水流快速的溪流、水庫及湖泊，成群活動，屬雜食性，以水生昆蟲、軟體動物、蠕蟲、藻類等為食，會進行季性洄游，繁殖期為11月至隔年1月，成魚於黃昏或夜間在接近表面的水域交配，雌魚可一次產50萬顆漂浮卵，卵在水流不明顯時會沉入水中。水溫攝氏26-27度時，其卵於24-36小時後孵化，不過其卵能孵化的溫度範圍較廣，有記錄顯示在攝氏20度以下的低溫仍可孵化，但所需時間較久。
過去認為銀鋸眶鯻和澳洲東南部其他原生種魚類一樣相當長壽，此特徵可以確保其成魚在當地嚴峻的環境中，一生至少可以經歷一次特別適合產卵的季節（通常是每10-20年發生一次、造成當地特別潮濕的強烈反聖嬰現象），曾有27歲的個體被紀錄。不過2017年的一項研究顯示銀鋸眶鯻族群中，只有少部分個體能存活超過7年，因此若連續幾年的氣候都不適合繁殖，其族群就會面臨嚴重危機。

## 經濟利用

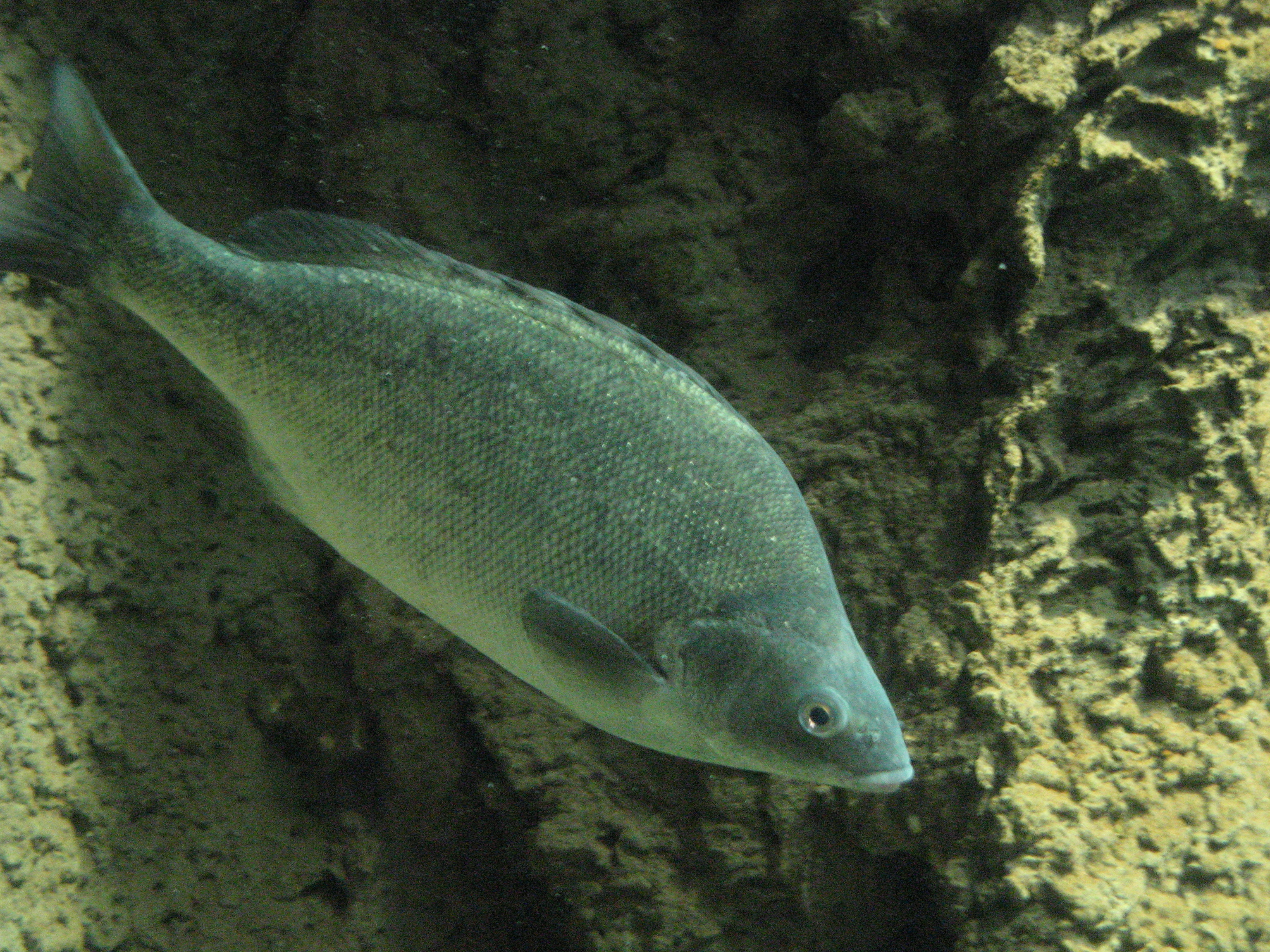
銀鋸眶鯻，攝於澳洲坎培拉的國家動物園和水族館

可做為食用魚及遊釣魚，在澳洲將銀鋸眶鯻做為養殖魚的農場逐漸增加。

## 保育
銀鋸眶鯻於1970年代前廣泛分布於墨累河、達令河流域，然而之後由於不明的原因，野外的族群大量消失，目前僅墨累河的族群數量較多，雖然人工養殖的數量及範圍增加，然其對於該物種的保育的成效並不佳。經研究其數量減少的原因可能是因爲水壩的興建，導致魚群無法進行洄游，又其魚卵須沉澱在含氧量高的沉積物上，然水壩的調節水量功能，致使魚卵因沉積物掩埋、缺氧而死亡。另外，外來種魚類（如鯉魚）的入侵和傳染疾病（如EHN病毒）亦為導致銀鋸眶鯻數量減少的原因。自2000年起，墨累河的許多壩堰建立了魚道，使當地原生魚類得以洄游，加上環境流量的管理，使銀鋸眶鯻的野外族群開始復甦。